# Gioan Baotixita Đinh Văn Thành
Gioan Baotixita Đinh Văn Thành hay Đinh Văn Thanh là một thầy giảng tử vì đạo dưới triều vua Minh Mạng, được Giáo hội Công giáo Rôma phong Hiển Thánh vào năm 1988.  
Ông sinh năm 1796 tại làng Nộn Khê, xứ Hảo Nho, tỉnh Ninh Bình (nay thuộc xứ Quảng Phúc, xã Yên Phong, huyện Yên Mô, tỉnh Ninh Bình, thuộc Giáo phận Phát Diệm). Cha mẹ ông không theo đạo Công giáo. Năm mười tám tuổi, ông theo đạo ở làng Phúc Nhạc. Khi lên bậc thầy giảng, ông đi giúp linh mục Khoan ở xứ Phúc Nhạc. Ông tính toán giỏi nên được giao giữ việc trại Đông Biên. Ngày 24 tháng 8 năm 1837, ông bị bắt tại Đông Biên cùng với linh mục Khoan và thầy Hiếu. Cả ba bị giải lên tỉnh Ninh Bình rồi bị xử trảm ở pháp trường ở chân núi Cánh Diều. Đêm sau, giáo dân đem xác về Yên Mối, sau đem về Phúc Nhạc. 